# Mévalonate kinase
La mévalonate kinase est une transférase qui catalyse la conversion du mévalonate en 5-phosphomévalonate :

## Réaction de conversion
|            | + ATP {\displaystyle \rightleftharpoons } ADP + |                     |
| Mévalonate |                                                 | 5-phosphomévalonate |
Le GTP, le CTP et l'UTP peuvent également intervenir comme sources de phosphate dans cette réaction.

## Fonctions
Cette enzyme intervient à la quatrième étape de la voie du mévalonate, qui est, chez tous les eucaryotes supérieurs et la plupart des bactéries, la voie métabolique de biosynthèse de l'isopentényl-pyrophosphate (IPP) et du diméthylallyl-pyrophosphate (DMAPP), intermédiaires conduisant à la synthèse du cholestérol et des terpénoïdes.
Un déficit en mévalonate kinase fonctionnelle conduit à une maladie auto-inflammatoire (maladie rare dite  « MVK », pour Mevalonate kinase deficiency, et au syndrome de fièvre récurrente avec hyper-IgD.